# Reflectina

Estructuras de reflectina producidas por células de mamíferos diseñadas.

Las reflectinas son una familia de proteínas descubiertas en los 2000, presentes en algunos moluscos, que generan placas que reflejan la luz,  produciendo coloración iridiscente y dinámica.

## Historia
Las primeras investigaciones sobre reflectinas datan del 2004 año en el que fueron descritas en el artículo seminal o clásico de Wedi W. Crookes y su equipo (2004) obtenidas del cefalópodo Euprymna scolopes (Cephalopoda: Sepiolidae). La primera vez que se hizo referencia a esta proteína fue en un párrafo en el que se describen las características bioquímicas de estas proteínas:

“These polypeptides, which we called reflectins, were not detected in the aqueous soluble fraction of the LOR, but they were abundant species in the supernatant of the SDS-solubilized pellet, composing ∼40% of the proteinaceous component of the LOR.”

## Función
Tres años después, en 2007 el equipo de Kramer identificó la ruta por medio de la cual se activa la iridiscencia, es a través de una proteína presente en los iridóforos de la piel de estos pulpos, esta proteína genera placas que refleja la luz produciendo coloración estructural iridiscente pero dinámica, esto es, la iridiscencia cambia como resultado de señales nerviosas activadas por el neurotransmisor acetilcolina.